# (3365) Recogne
(3365) Recogne es un asteroide perteneciente al cinturón de asteroides, descubierto el 13 de febrero de 1985 por Henri Debehogne desde el Observatorio de La Silla, Chile.

## Designación y nombre
Designado provisionalmente como 1985 CG2. Fue nombrado Recogne en homenaje a Recogne municipio de Luxemburgo.